# Schloss Bottmingen

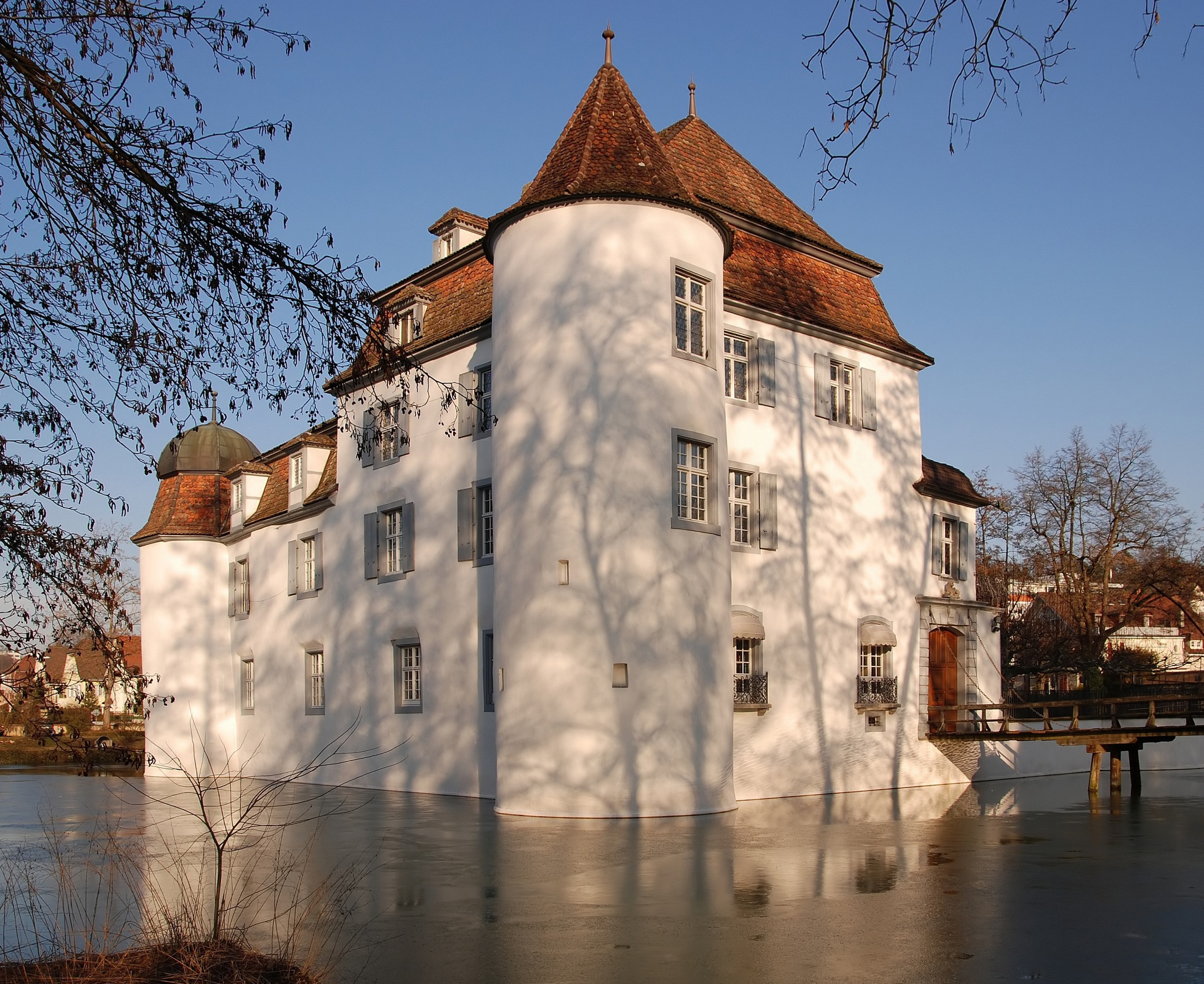
Das Schloss Bottmingen (von Südwesten) in der Formensprache des französischen Frühbarocks

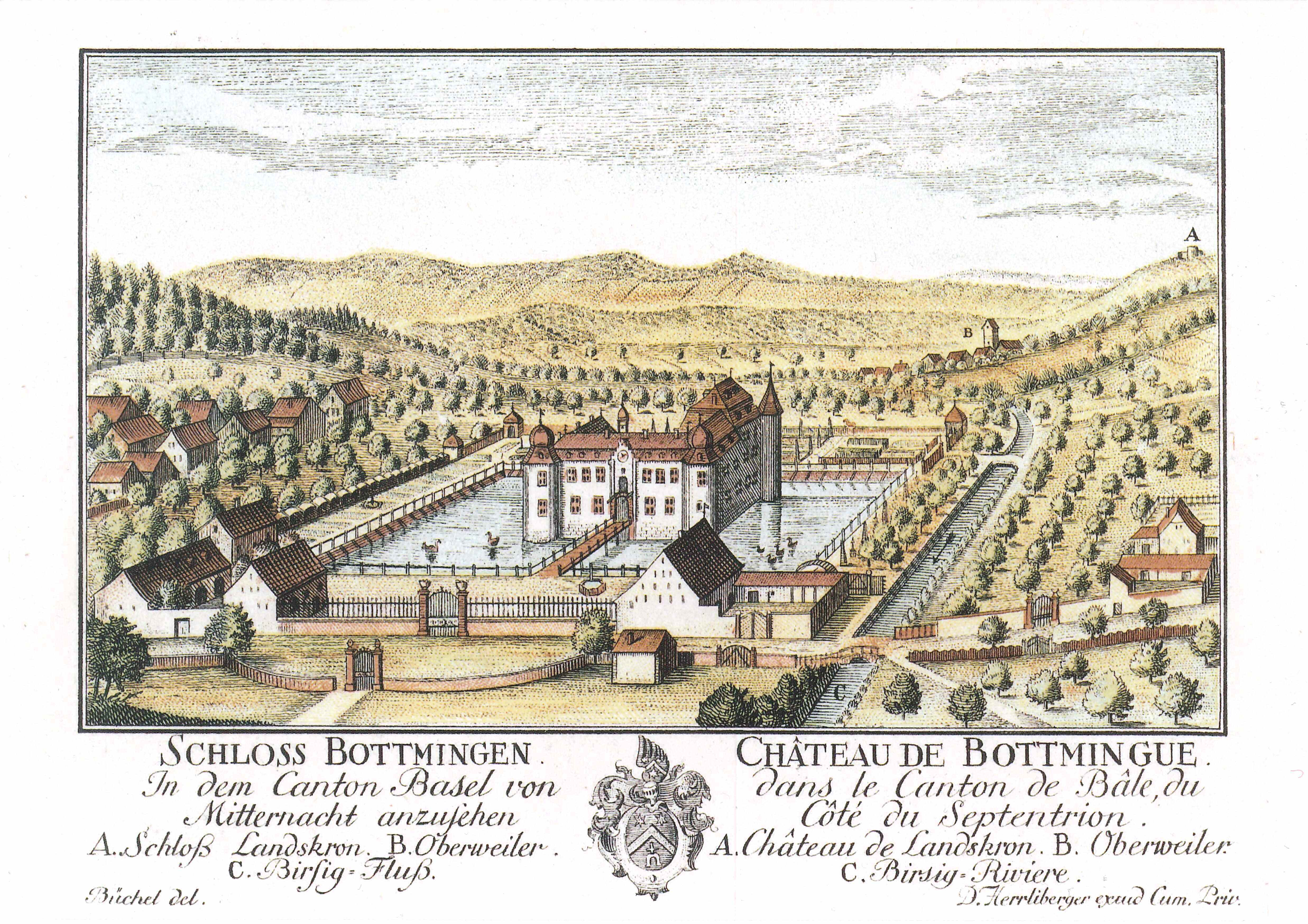
Schloss-Ansicht Emmanuel Büchels in der «Topographie der Eidgenossenschaft» (18. Jahrhundert)

Das Schloss Bottmingen ist ein Wasserschloss in der Schweizer Gemeinde Bottmingen, südlich von Basel gelegen. Das Schloss aus dem 13. Jahrhundert gehört zu den wenigen erhaltenen Wasserschlössern in der Schweiz. Erstmalige Erwähnung fand es im Jahr 1363 als Besitz der Kämmerer, eines bischöflichen Dienstadelsgeschlechts, die als mutmassliche Erbauer gelten.

## Beschreibung und Geschichte
Trotz der Barockisierung (nach französischem Vorbild) ist der mittelalterliche Charakter vor allem durch den Grundriss zu erkennen. Im Gegensatz zu den Wasserschlössern Schloss Hallwyl oder Hagenwil fehlt dem Schloss Bottmingen ein Bergfried. Daraus ergibt sich eine Verwandtschaft zu dem burgundisch-savoyischen Burgentypus mit turmbewehrtem Viereck. Johannes Deucher verwandelte 1720 das Schloss Bottmingen in einen Landsitz des französischen Frühbarocks, der beinahe vollständig erhalten blieb. Neben der Aussenarchitektur zeugt auch das Treppenhaus von diesem Baustil. Unter Martin Wenk setzte sich 1780 das Rokoko durch, das am kostbaren Stuck im Steinsaal ersichtlich ist. Wenk liess auch den Südostwinkel bis auf das Hofniveau abtragen. Er dient heute als Gartenterrasse. 
Heute wird das Schloss Bottmingen als Restaurant und für Bankette, Hochzeiten und andere festliche Anlässe verwendet.